# Gospodin Savršeni
Gospodin Savršeni je hrvatska televizijska reality emisija koja se prikazuje na RTL-u, a u kojemu jedan neženja traži svoju srodnu ljubav. Koncept emisije zamišljen je tako da se djevojke koje se prijave u show bore za naklonost tzv. »Gospodina Savršenog«. Emisiju vodi Antonija Blaće koja je ujedno i producentica iste. 
Gospodin savršeni rađen je prema izvornoj međunarodnoj franšizi The Bachelor (»Neženja«) iz 2002. godine tvrtke Warner Bros. Television Studios, a osmislio ga je Mike Fleiss. Emisija je premijerno prikazana 19. studenoga 2018. na RTL-u. Četvrta sezona s prikazivanjem je započela 27. siječnja 2025.

## Format
U fokusu svake sezone je jedan neženja koji započinje s upoznavanjem dvadesetak kandidatkinja od kojih bi mu jedna trebala postati buduća zaručnica. 
Tijekom sezone neženja svaki tjedan izbacuje kandidatkinje dok ne ostane samo jedna. Neženja zajedno s kandidatkinjama putuje na različita odredišta na kojima rade zajedničke aktivnosti gdje se same kandidatkinje bore za osobni spoj s neženjom. Na kraju tjedna slijedi proces izbacivanja tako da neženja podijeli, većinom, crvenu ružu svim kandidatkinjama koje on smatra da zaslužuju proći u sljedeći tjedan. Neženja donosi tu odluku na temelju svoga iskustva i poznanstva koje je stekao s djevojkama tijekom emisije. Djevojka ili djevojke koje ne dobiju ružu, napuštaju show.
Na kraju showa, neženja odlučuje hoće li zaprositi kandidatkinju ili ne. U praksi emisija ne prati uvijek svoju osmišljenu strukturu, a te su varijacije često izvor drame i sukoba. 

## Pregled emisije
| Sezona | Sezona | Epizode | Epizode | Originalno emitiranje | Originalno emitiranje | Neženja                | Pobjednica                   | Drugo mjesto                       |
| Sezona | Sezona | Epizode | Epizode | Premijera             | Finale                | Neženja                | Pobjednica                   | Drugo mjesto                       |
| ------ | ------ | ------- | ------- | --------------------- | --------------------- | ---------------------- | ---------------------------- | ---------------------------------- |
|        | 1.     | 20      | 20      | 19. studenoga 2018.   | 20. prosinca 2018.    | Goran Juranec          | Hana Rodić                   | Iva Runjanin                       |
|        | 2.     | 24      | 24      | 9. rujna 2019.        | 17. listopada 2019.   | Mijo Matić             | Nuša Rojs                    | Mihaela Muhvić                     |
|        | 3.     | 30      | 30      | 21. ožujka 2022.      | 6. svibnja 2022.      | Toni Šćulac            | Stankica Stojanović          | Karolina Ljiljak                   |
|        | 4.     | 32      | 32      | 27. siječnja 2025.    | 20. ožujka 2025.      | Šime ElezMiloš Mićović | Vanja Stanojević Maida Ribić | Marinela Grljušić Barbara Mandarić |

### Prva sezona (2018.)
Prva je sezona s prikazivanjem započela 19. studenoga 2018. na RTL-u. Neženja sezone bio je Goran Juranec. 
| Ime i prezime           | Dob | Mjesto      | Zanimanje                                                              |
| ----------------------- | --- | ----------- | ---------------------------------------------------------------------- |
| Nandi Uzelac            |     | Split       | Televizijska i radijska voditeljica                                    |
| Hana Rodić              | 21  | Zagreb      | Modna dizajnerica, modeling, odnosima s javnošću i marketingom klubova |
| Gabrijela Fatorić       |     | Poreč       | Bavi se body buildingom                                                |
| Iva Runjanin            | 29  | Zagreb      | Stručna prvostupnica marketinga i komunikacija                         |
| Karla Krneta            | 32  | Zadar       | Medicinska sestra                                                      |
| Klara Perko             | 32  | Njemačka    | Agentica za nekretnine i fotomodel                                     |
| Marija Malenica         | 30  | London      | Osobna trenerica i rekreativna trenerica boksa                         |
| Mirna Gostinski         | 23  | Zagreb      |                                                                        |
| Ana Raščan              | 33  | Zagreb      | Novinarka, voditeljica i glumica u kazalištu za djecu.                 |
| Alena "Anezi" Nezirević | 32  | Vrsar       | Pjevačica                                                              |
| Daisy Zaccarin          | 24  | Medulin     | Blogerica                                                              |
| Aleksandra Mitrović     | 24  | Beograd     | Kulturologica i marketinška menadžerica                                |
| Ivana Milat             | 38  | Zagreb      |                                                                        |
| Klavdija Kolar          | 49  | Čakovec     | Zaposlenica u javnom zavodu za šport                                   |
| Vahdela Vlahović        | 30  | Zagreb      | Statira u kazalištu, sudjeluje u snimanjima                            |
| Ana Tomičić             | 20  |             | Glumica                                                                |
| Rada Tomić              | 38  | Ivanić-Grad |                                                                        |
| Ivana Kopilaš           | 36  | Zagreb      | Zaposlenica u informatičkoj tvrtci                                     |
| Vesna Stanić            | 22  | Zagreb      | Njegovateljica                                                         |

### Druga sezona (2019.)
Druga je sezona s prikazivanjem započela 9. rujna 2019.
| Ime i prezime      | Mjesto | Dob            | Zanimanje                                                                      |
| ------------------ | ------ | -------------- | ------------------------------------------------------------------------------ |
| Monika Kelčec      | 30     | Sisak          | Viša stručna suradnica za prostorno uređenje i graditeljstvo                   |
| Emily Živčić       | 23     | Duga Resa      | Animatorica na dječjim rođendanima                                             |
| Maja Đukanović     | 28     | Sarajevo       | Medicinska sestra i fizioterapeutska tehničarka                                |
| Gabrijela Divković | 28     | Novska         | Studentica hrvatskog jezika i književnosti                                     |
| Silvia Pokrajac    | 19     | Zagreb         | Studentica ekonomija                                                           |
| Samra Čataković    | 23     | Banja Luka     | Studentica medicine                                                            |
| Nuša Rojs          |        | Maribor        | Pjevačica                                                                      |
| Barbara Mucić      | 21     | Zagreb         | Atletičarka                                                                    |
| Mihaela Muhvić     | 23     | Poreč          | Zaposlenica u casinu                                                           |
| Julie Pavlović     | 20     | Zadar          |                                                                                |
| Anita Martinović   | 35     | Zagreb         | Prodavačica                                                                    |
| Andrea Galić       | 23     | Nizozemska     | Zaposlena u telekomunikacijama, ima marketinšku agenciju te nastupa kao DJ-ica |
| Ena Rahić          | 25     | Vareš          | Studentica prirodoslovno-matematičkih znanosti                                 |
| Alenka Šoštarić    | 34     | Zagreb         | Nastavnica u osnovnoj i srednjoj školi                                         |
| Sara Janković      | 26     | Rijeka         | Studentica kemije                                                              |
| Tesa Šokota        | 28     | Rijeka         | Barmenica i hostesa                                                            |
| Renata Dobrec      | 23     | Rijeka         | Policajka                                                                      |
| Maria Protulipac   | 23     | Karlovac       | Medicinska sestra                                                              |
| Nikolina Tutić     | 30     | Sveta Nedjelja | Konobarica                                                                     |

### Treća sezona (2022.)
Treća je sezona s prikazivanjem započela 22. ožujka 2022. Neženja sezona bio je Toni Šćulac. 

### Četvrta sezona (2025.)
RTL je u lipnju 2024. najavio da će se četvrta sezona emisije snimati na otoku Rodosu u Grčkoj. U prosincu 2024. bilo je potvrđeno da je neženja sezone Šime Elez iz Splita. U siječnju 2025. je bio predstavljen i drugi neženja sezone, Miloš Mičović iz Srbije. Sezona je s prikazivanjem započela 27. siječnja 2025. na platformi Voyo.

## Vanjske poveznice
- Službena stranica  Arhivirana inačica izvorne stranice od 29. listopada 2020. (Wayback Machine)